# كفر القصالي
قرية كفر القصالى هي إحدى القرى التابعة لمركز طلخا في محافظة الدقهلية في جمهورية مصر العربية. حسب إحصاءات سنة 2006، بلغ إجمالي السكان في كفر القصالى 2258 نسمة، منهم 1109 رجل و1149 امرأة.